# Geranium reflexum
Geranium reflexum là một loài thực vật có hoa trong họ Mỏ hạc. Loài này được L. mô tả khoa học đầu tiên năm 1771.

## Hình ảnh

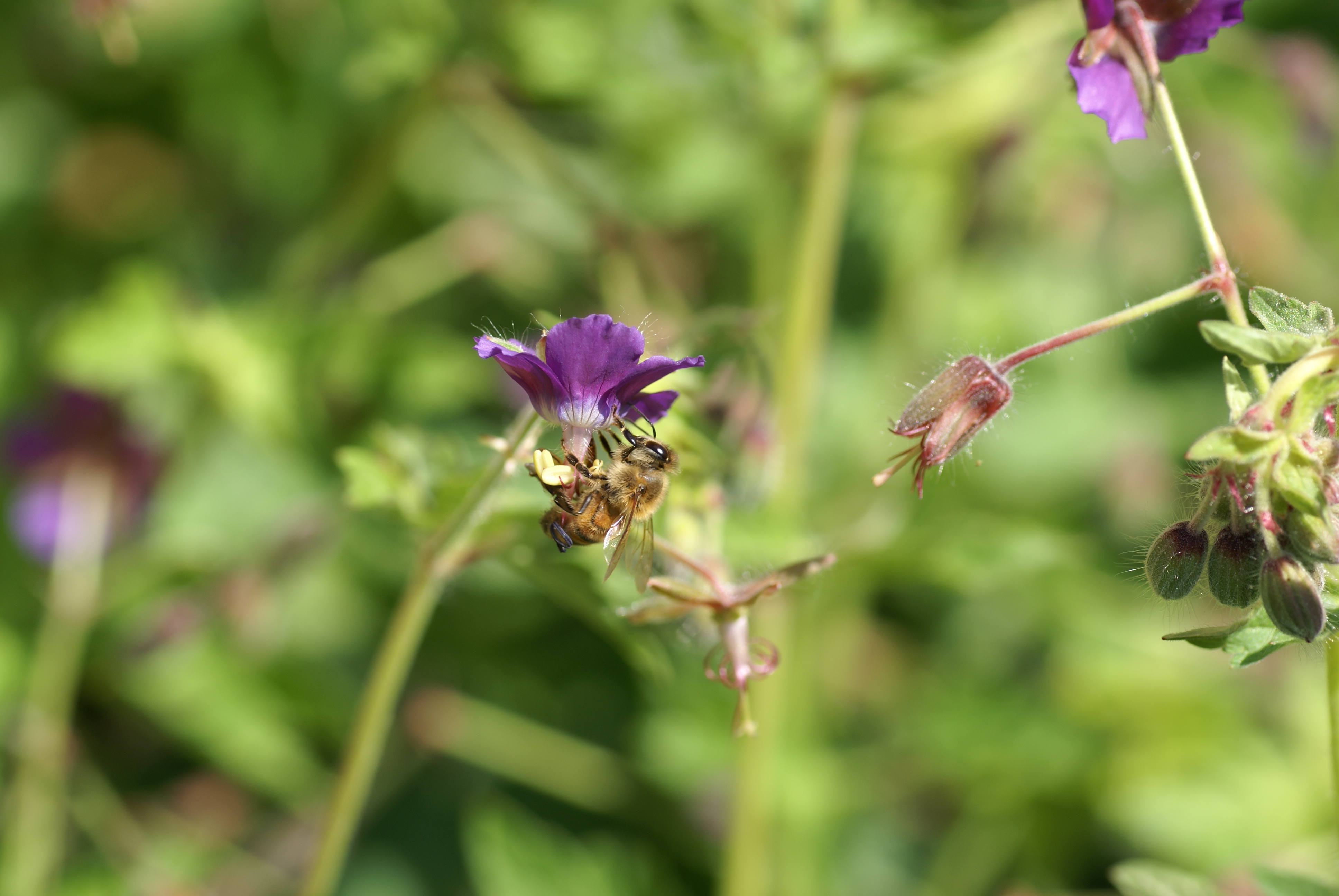
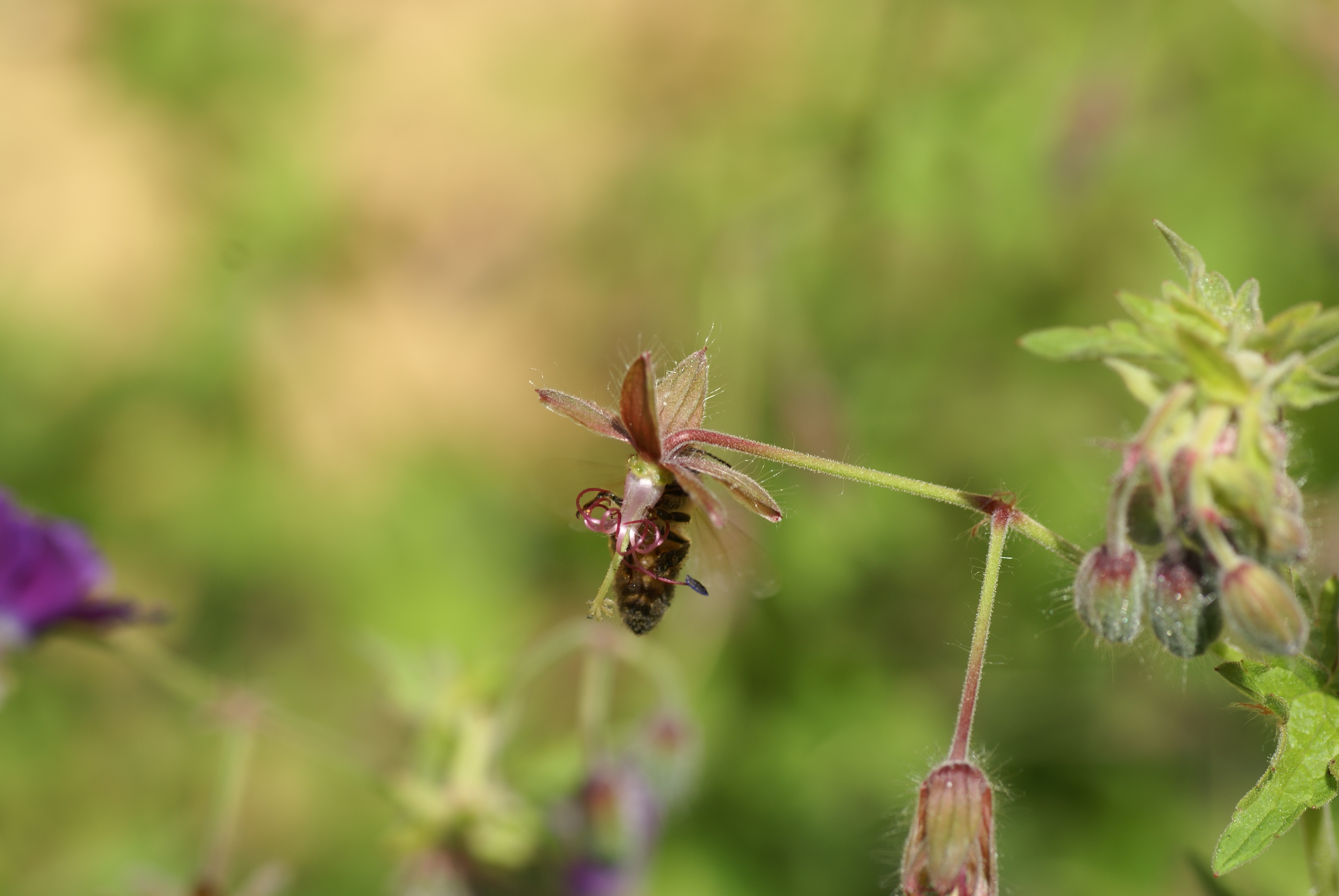
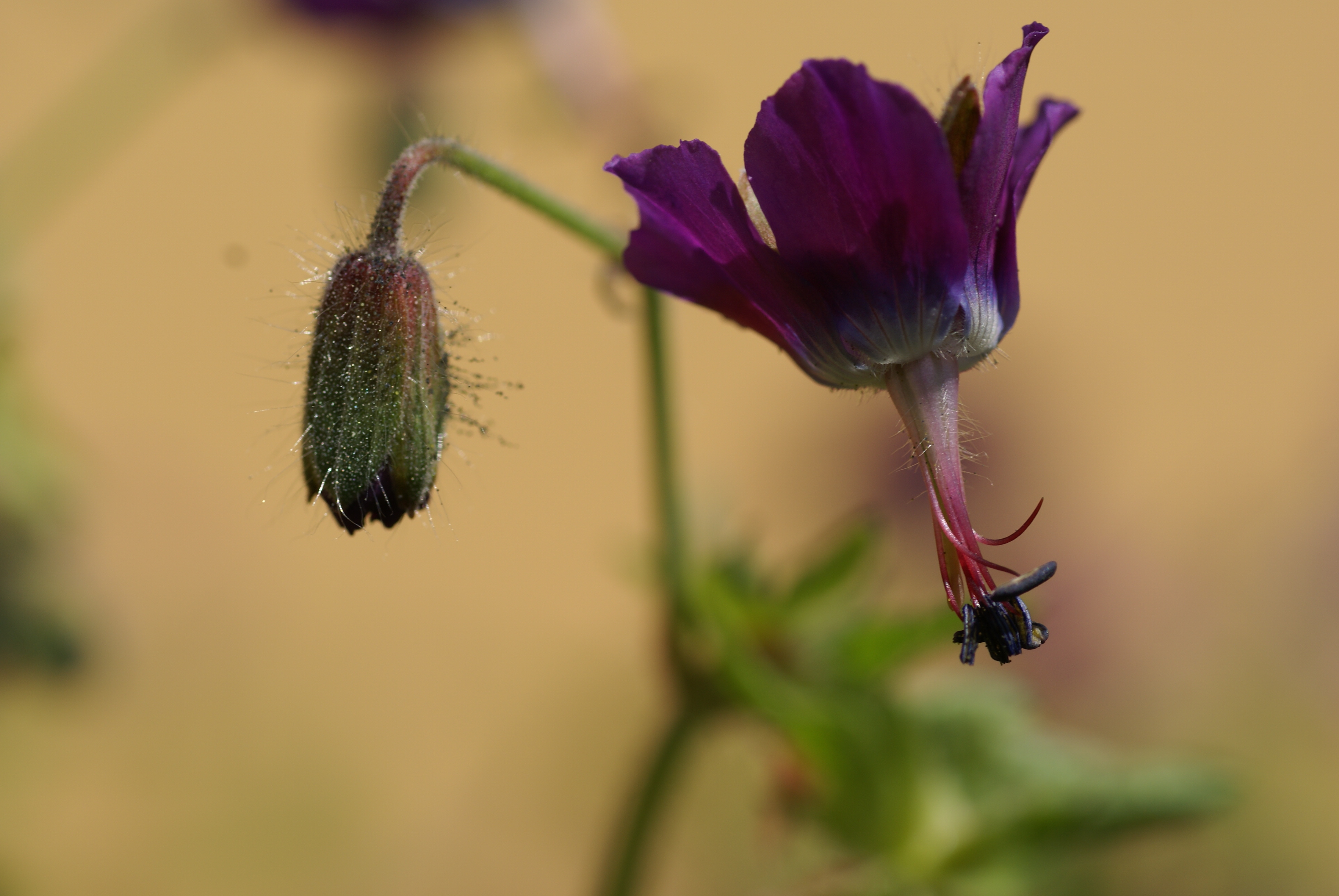
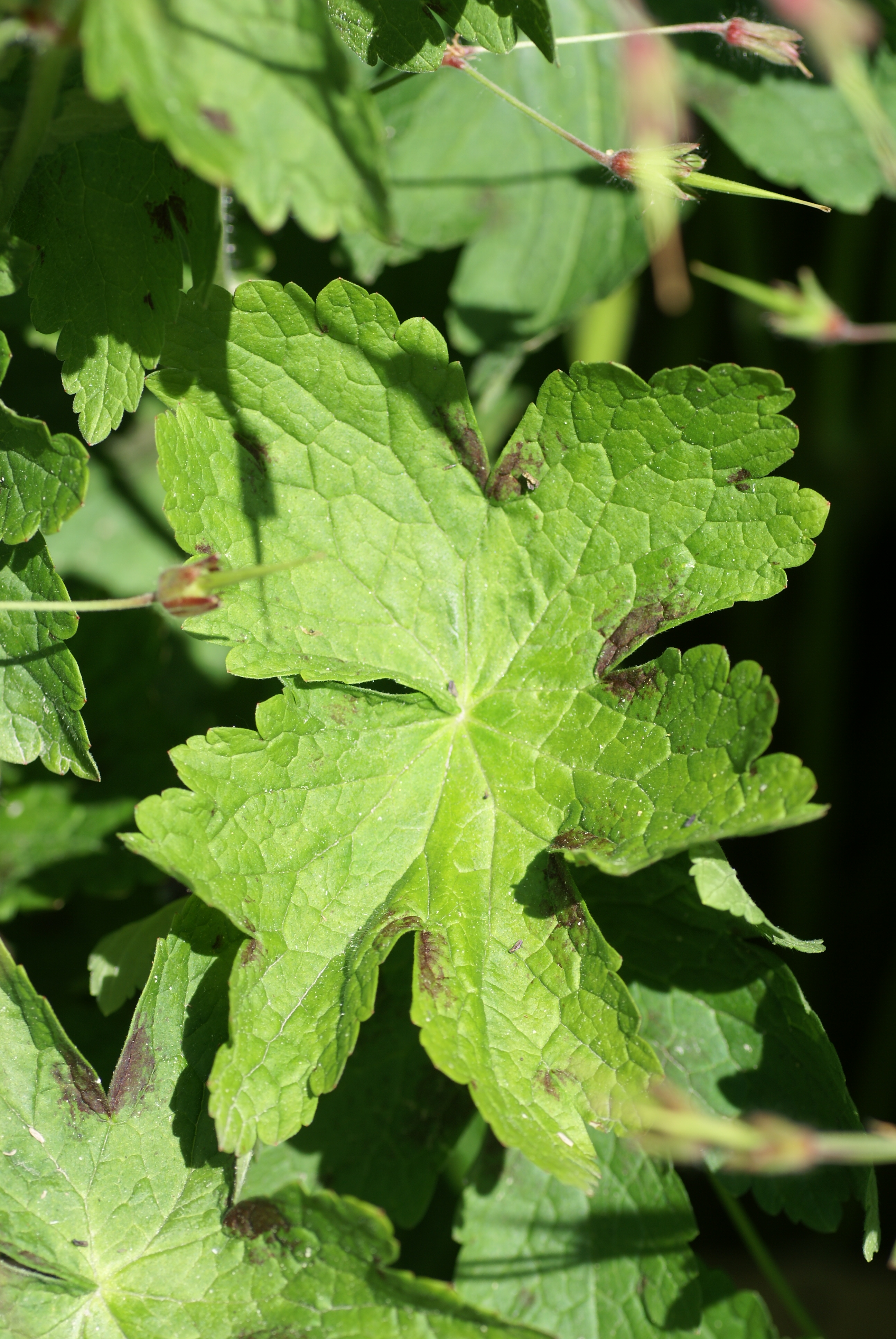